# Haskell (ngôn ngữ lập trình)
Haskell là một ngôn ngữ lập trình thuần hàm, đặt theo tên của Haskell Curry. Vì là ngôn ngữ lập trình hàm, trong Haskell, hàm là "cư dân hạng nhất", với hầu hết các cấu trúc điều khiển là hàm.

## Lịch sử
Năm 1987, trong hội nghị về ngôn ngữ lập trình hàm và kiến trúc máy tính (FPCA) diễn ra tại ở bang Oregon, Hoa Kỳ, một hội đồng với nhiệm vụ hợp nhất các ngôn ngữ lập trình hàm đã được thành lập. Đến năm 1990, phiên bản đầu tiên của Haskell ra đời (Haskell 1.0). Trong các năm sau đó, các phiên bản tiếp theo (1.1 đến 1.4) lần lượt được ra mắt. Tới năm 1998, Haskell được tiêu chuẩn hóa dưới cái tên Haskell 98. Phiên bản mới nhất của Haskell là Haskell 2010, giới thiệu vào tháng bảy 2010.